# 2015 no cinema
Estão apresentados as maiores bilheterias de 2015 e os filmes com mais destaque lançados no ano.

## Maiores bilheterias de 2015
| #  | Filme                                          | Distribuição                                         | Renda Mundial (US$) | Renda no Brasil (R$) | Renda em Portugal (€) |
| -- | ---------------------------------------------- | ---------------------------------------------------- | ------------------- | -------------------- | --------------------- |
| 1  | Star Wars: Episódio VII - O Despertar da Força | Walt Disney Pictures                                 | $ 2 068 223 624     | R$ 110 906 000       | € 1.071 324           |
| 2  | Jurassic World                                 | Universal Pictures                                   | $ 1 670 400 637     | R$ 90 698 000        | € 1 871 667           |
| 3  | Velozes e Furiosos 7                           | Universal Pictures                                   | $ 1 515 047 671     | R$ 142 470 000       | € 4 422 750           |
| 4  | Vingadores: Era de Ultron                      | Marvel Studios / Walt Disney Studios Motion Pictures | $ 1 402 805 868     | R$ 1 402 809 540     | € 1 339 656           |
| 5  | Minions                                        | Universal Studios / Illumination Entertainment       | $ 1 159 398 397     | R$ 119 987 000       | € 4 727 983           |
| 6  | 007 - Contra Spectre                           | Metro-Goldwyn-Mayer / Columbia Pictures              | $ 880 674 609       | R$ 30 561 175        | € 2 384 528           |
| 7  | Divertida Mente                                | Walt Disney Studios Motion Pictures / Pixar          | $ 857 611 174       | R$ 45 766 000        | € 2 215 492           |
| 8  | Missão Impossível - Nação Secreta              | Paramount Pictures                                   | $ 682 714 267       | R$ 36 856 005        | € 1 761 066           |
| 9  | Jogos Vorazes: A Esperança - O Final           | Lionsgate                                            | $ 653 428 261       | R$ 63 450 406        | € 1 532 202           |
| 10 | Perdido em Marte                               | 20th Century Fox                                     | $ 630 161 890       | R$ 28 548 812        | € 942 565             |

Furious 7, Avengers: Age of Ultron, Jurassic World, Minions e Star Wars: Episódio VII - O Despertar da Força arrecadaram mais de $1 bilhão cada, marcando a primeira vez que em que cinco filmes lançados no mesmo ano atingem essa marca, além disso, três dos cinco filmes citados arrecadaram mais de $1.5 bilhão, o que também é um recorde.
Também é a primeira vez que um único estúdio (Universal Pictures) tem três filmes arrecadando mais de 1 bilhão de dólares no mesmo ano, sendo que dois desses filmes arrecadaram mais de 1,5 bilhão de dólares.
Star Wars: Episódio VII - O Despertar da Força atingiu a incrível marca de $2 bilhões em seu 53º dia de lançamento, e é apenas o terceiro filme da história a conseguir tal feito. Além disso, é a maior bilheteria dos EUA, sendo o único filme a arrecadar $800 e $900 milhões no país.
Em 2015, três filmes quebraram o recorde de mais rápido a $1 bilhão, são eles: Furious 7 (17 dias), Jurassic World (13 dias) e Star Wars: Episódio VII - O Despertar da Força (12 dias) - sendo ultrapassado em 2018 por Avengers: Infinity War que atingiu a marca de $1 bilhão em 11 dias. Jurassic World e Star Wars também quebraram o recorde de arrecadação no final de semana nos EUA e mundialmente, Star Wars detém ambos os recordes com $247 milhões e $528 milhões, respectivamente.

## Premiações
- Prêmios Globo de Ouro de 2015
- Oscar 2015
- BAFTA 2015
- Critics' Choice Awards de 2015

## Filmes de 2015
Lista dos filmes mais notáveis do ano 2015, com página na wikipédia e em ordem alfabética.
- A Year and Change
- Homem-Formiga
- Vingadores: Era de Ultron
- Carrossel - O Filme
- Chappie
- Cinderela
- De Pernas pro Ar 3
- A Casa dos Mortos
- Descendentes
- Dragon Ball Z: O Renascimento de Freeza
- Evereste
- Quarteto Fantástico
- Cinquenta Tons de Cinza
- Golpe Duplo
- Freeheld
- Frozen: Febre Congelante
- Velozes e Furiosos 7
- Hitman: Agente 47
- Cada um na Sua Casa
- Hotel Transilvânia 2
- In the Heart of the Sea
- Divertida Mente
- Insidious: Chapter 3
- Jem and the Holograms
- Jupiter Ascending
- Jurassic World: O Mundo dos Dinossauros
- Justice League: Throne of Atlantis
- Kingsman: Serviço Secreto
- Le Petit Prince (2015)
- Linda de Morrer
- Loucas pra Casar
- Mad Max: Estrada da Fúria
- Magic Mike XXL
- Maze Runner: Prova de Fogo
- Minions
- Missão Impossível: Nação Secreta
- My Name Is Emily
- Onthakan
- O Predestinado
- Our Brand Is Crisis
- Paddington
- Paper Towns
- Atividade Paranormal: Dimensão Fantasma
- Peter Pan - Toda Lenda tem um Inicio
- Pitch Perfect 2
- Pixels: O Filme
- Poltergeist
- Qualquer Gato Vira-Lata 2
- Que Horas Ela Volta?
- Regression
- Terremoto: A Falha de San Andreas
- O Sétimo Filho
- 007 contra Spectre
- Sinister 2
- A Espiã que Sabia de Menos
- Star Wars: Episódio VII - O Despertar da Força
- Strange Magic
- S.O.S. Mulheres ao Mar  2
- Taken 3
- Ted 2
- O Exterminador do Futuro 5: Gênesis
- A Série Divergente: Insurgente
- The Gallows
- O Bom Dinossauro
- Jogos Vorazes: A Esperança - O Final
- The Intern
- Perdido em Marte
- The Last: Naruto the Movie
- The Longest Ride
- The Perfect Guy
- O Regresso
- The Runner
- Bob Esponja: Um Herói Fora D'Água
- The White Circus
- Tinker Bell e o Monstro da Terra do Nunca
- Tomorrowland: Um Lugar Onde Nada é Impossível
- Tracers
- Tremors 5: Bloodline
- Vacation (filme)
- Vai Que Cola - O Filme
- Yes or No